# Iphiseiodes nobilis
Iphiseiodes nobilis är en spindeldjursart som först beskrevs av Chant och Baker 1965.  Iphiseiodes nobilis ingår i släktet Iphiseiodes och familjen Phytoseiidae. Inga underarter finns listade i Catalogue of Life.